# Ostře sledované vlaky (novela)
Ostře sledované vlaky je novela Bohumila Hrabala spadající do druhé vlny válečné prózy. Poprvé byla vydána roku 1965 nakladatelstvím Československý spisovatel.
Při tvorbě Ostře sledovaných vlaků se Bohumil Hrabal inspiroval skutečnou událostí z období Protektorátu Čechy a Morava, a to odpálením německého muničního vlaku podskupinou partyzánské skupiny Podřipsko nedaleko stanice Stratov. Zároveň se v knize odrážejí Hrabalovy zkušenosti ze stanice Kostomlaty nad Labem, kde Bohumil Hrabal zastával na konci druhé světové války funkci výpravčího.

## Dílo
Ústředním tématem Hrabalovy knihy je změna chlapce v muže v době, kdy druhá světová válka zasahovala do každodenního života běžných lidí a měnila jejich charakter.
Příběh se odehrává v protektorátních Čechách za druhé světové války v roce 1945 v prostoru malé železniční stanice.

## Děj
Mladý hrdina novely, Miloš Hrma, má před začátkem příběhu vztah s přítelkyní průvodčí Mášou, který končí sexuálním nezdarem při pokusu o první pohlavní styk. Po tomto neúspěchu se pokusí o sebevraždu, naštěstí je však zachráněn. Později se Miloš zaškoluje na výpravčího na železniční stanici, kterou pravidelně projíždějí ostře sledované německé vlaky, převážně z fronty a na frontu, převážející zásoby nebo vojáky. Během své služby pod svým perverzním a bezostyšným školitelem výpravčím Hubičkou a přednostou stanice, který chová holuby a sní o povýšení, pozná manželku pana přednosty, která ale odmítne Milošovi pomoci získat erotickou zkušenost. Miloš se nakonec seznamuje s partyzánkou Viktorií, která se mu líbí, a má s ní první zdařený sexuální zážitek. Miloš se rozhodne zúčastnit sabotážní akce a na jeden z projíždějících německých vlaků shodí z návěstidla bombu, kterou na stanici doručila Viktorie. Při této akci se navzájem postřelí s německým vojákem a umírá.

## Inspirace

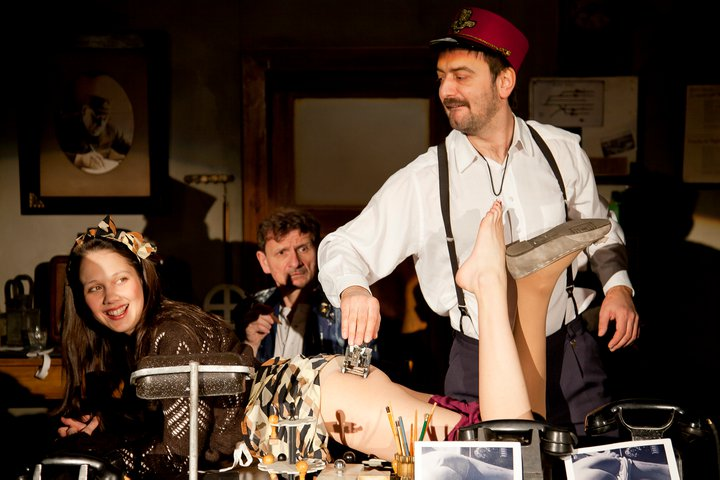
Inscenace Ostře sledovaných vlaků v Městském divadle Mladá Boleslav (2011); na snímku Tereza Rumlová, Miroslav Babuský a Petr Halíček

Podle této novely byl v roce 1966 natočen známý oscarový stejnojmenný film, režie: Jiří Menzel, hlavní role Václav Neckář.